# 丁香紫
丁香紫或紫丁香色（英語：lilac）.，也叫雪青色，是比紫罗兰色浅、比锦葵紫深的淡紫色。实际上一些丁香花的颜色要更深一些，相当于颜色「深丁香紫」。含鉀離子的鹽在本生燈燃燒下會有丁香紫色的火焰。

## 丁香紫
右边的颜色就是丁香紫。

## 深丁香紫
右边的颜色就是深丁香紫。
欧洲一般把深的颜色叫做丁香紫。